# Tobias Exxel
Tobias "Eggi" Exxel né le 27 février 1973 et actuellement bassiste du groupe Edguy.
Tobias a commencé à prendre des cours de guitare à l'âge de 12 ans, 4 ans plus tard, il se mit la basse. 
Il joue également de la mandoline, du piano et de la batterie.
À l'âge de 15 ans, Tobias rentre dans le groupe Galen, qu'il quitte en 1993 pour aller jouer dans Squealer, où il restera 4 ans. Tobias Exxel connaissait déjà Edguy, et un jour de 1997, les membres du groupe lui proposent de rentrer dans leur groupe en tant que bassiste, proposition que Tobias accepta.
Le 7 août 2010, pendant un concert d'Edguy, au Wacken open air (festival musicale en Allemagne), Tobias, quitte la scène pour rejoindre en urgence sa petite amie à l'hôpital. Il devient donc le 10 août 2010, papa d'un enfant, Julian.